# Oujda
Oujda (arap. وجدة‎‎) je grad na sjeveroistoku Maroka. Glavni je grad marokanske pokrajine Oriental. Osnovan je u 10. stoljeću i leži u ravnici Angad, na željezničkoj pruzi Fès–Tlemcem (Alžir). Stari dio grada opasan je zidinama na kojima su četvera monumentalna vrata. Poznata je i džamija iz 13. stoljeća. Grad je trgovačko središte s prehrambenom, metalnom, drvnom i kemijskom industrijom. U okolici grada nalaze se ležišta ugljena, fosfata i rudnici olova, cinka i mangana. Marokanski grad Oujda je 2014. zabranio uzgoj maslina zbog alergija vezanih za pelud te je postavljen rok do kraja godine za građane da uklone sva stabla.

## Gradovi prijatelji
- Trowbridge, UK
- Lille, Francuska
- Sevran, Francuska
- Aix-en-Provence, Francuska
- Jouy-le-Moutier, Francuska
- Jeddah, Saudijska Arabija
- Sirte, Libija
- Oran, Alžir
- Sint-Jans-Molenbeek, Njemačka
- Tempelhof-Schöneberg, Belgija